# Motoo Tatsuhara
Motoo Tatsuhara (立原元夫?, Tatsuhara Motoo; Shinagawa, 14 gennaio 1913 – 1984) è stato un calciatore giapponese, di ruolo centrocampista.